# Marling
Marling (italià Marlengo) és un municipi italià, dins de la província autònoma de Tirol del Sud. És un dels municipis del districte de Burggrafenamt. L'any 2007 tenia 2.191 habitants. Limita amb els municipis de Tscherms, Algund, Lana, Meran i Partschins.

## Situació lingüística
| Pertinença lingüística (cens 2001) | 88,50% alemany |
| Pertinença lingüística (cens 2001) | 11,26% italià  |
| Pertinença lingüística (cens 2001) | 0,24% ladí     |

## Administració

Territori comunal

| Període | Identitat              | Partit |
| ------- | ---------------------- | ------ |
| 2004-   | Walter Franz Mairhofer | SVP    |